# 張彥峯
張彥峯（1967年—），香港企業家，為生產2036靈芝孢子的活力健國際有限公司的創辦者及全資擁有人。2007年4月底，他涉嫌在泰國與7名下屬涉嫌集體吸毒，引起香港傳媒關注。